# كوالا لاغت
مديرية كوالا لاغت هي مديرية في سلاغور في ماليزيا. تقع في الجزء الجنوبي الغربي من سلاغور. تبلغ مساحتها 858 كيلومترًا مربعًا، ويبلغ عدد سكانها 307.787 نسمة في تعداد 2020 (باستثناء الأجانب). تحدها مديريتي كلاغ وفتاليغ من الشمال وسيبانغ من الشرق. يشكل مضيق ملقا حدوده الغربية.

## التقسيمات الإدارية
تنقسم منطقة كوالا لاغت إلى 7 مقيمات، وهي:
- بندر
- باتو
- جوكرا
- كيلانانغ
- موريب
- تانغونغ 12
- تيلوق فانغليما قرنق

## الجذب السياحي
تشتهر كوالا لاغت بمنتجاتها الزراعية، والصناعات التي تعيد تدوير الخردة المعدنية، وبرامج الإقامة في المنازل للسياح، ومركز الفضاء الوطني في كانشونج دارات. يقوم المزارعون المحليون بتحويل الخردة المعدنية من السيارات والإلكترونيات والأجهزة المنزلية الأخرى إلى محولات كبيرة بطول 12 مترًا.